# Liogenys calcarata
Liogenys calcarata är en skalbaggsart som beskrevs av Frey 1970. Liogenys calcarata ingår i släktet Liogenys och familjen Melolonthidae. Inga underarter finns listade i Catalogue of Life.